# Benedictus de Drusina
Benedictus de Drusina  (* um 1520/25; † zwischen 1578 und 1582) war ein Lautenist der Renaissance.

## Leben
Benedictus stammte aus Drusina bei Elbing in Polnisch-Preußen (wahrscheinlich Drausenhof am Drausensee).
Er lebte einige Zeit in Italien und Frankreich und lernte die dortige Lautenmusik kennen. Seit Anfang der 1550er Jahre war Benedict in Frankfurt (Oder), wo er musikalische und humanistische Studien trieb.  1556 ließ er dort eine Sammlung von Lautenmusik drucken. Diese widmete er dem schwedischen König Gustav I.
Im Sommer 1562 war Benedict in Güstrow am Hof des mecklenburgischen Herzogs. 1570 immatrikulierte er sich an der Universität in Leipzig. 1573 ließ Benedikt de Drusina eine weitere Sammlung von Lautenmusik drucken und widmete sie dem Kurfürsten August von Sachsen. 1577 kaufte er in Leipzig ein Haus im Brühl und erwarb das Bürgerrecht für die hohe Summe von 16 Gulden. Am 13. März 1578 kaufte er das Nachbarhaus. Das ist die letzte Erwähnung über ihn.
Am 4. August 1582 nahm die Witwe Brigitta Schulden auf das Haus auf.
Der Organist Petrus de Drusina († 1611) in Danzig und Elbing war wahrscheinlich ein Sohn oder Neffe, der Organist Fritz de Drusina († 1601) in Hamburg ebenso.

## Werke
Von Benedictus de Drusina Elbingensis sind zwei Tabulaturbücher mit Lautenmusik erhalten. Darin sind deutsche, italienische und französische Stücke gesammelt, einige mit Einflüssen Danziger Vokalmusik. Die Büchern wurden mehrmals nachgedruckt und fanden Verbreitung unter anderem in Brandenburg und Pommern.
- Tabulatura continens insignes et selectissimas quasdam fantasias: cantiones Germanicas, Italicas, ac Gallicas: Passemezzo, Choreas, et Mutetas [Tabulatur mit ausgewählten Phantasien: deutschen, italienischen und französischen Liedern], Jam primum in lucem aeditas, Frankfurt/O. 1556 Digitalisat
- Tabulatura continens praestantissimas et selectissimas quasque cantiones, in usum testudinis, à Melchiore Neusydler Italicè invulgatas, Nunc typis germanicis redditas, Frankfurt a. d. Oder 1573